# Qareh Qolī
Qareh Qolī (persiska: Kalāteh-ye Qanbar Qarāqolī, قره قلی) är en ort i Iran.   Den ligger i provinsen Khorasan, i den nordöstra delen av landet, 600 km öster om huvudstaden Teheran. Qareh Qolī ligger 1 210 meter över havet och antalet invånare är 798.
Terrängen runt Qareh Qolī är kuperad åt nordväst, men åt sydost är den platt. Terrängen runt Qareh Qolī sluttar söderut.Runt Qareh Qolī är det ganska glesbefolkat, med 29 invånare per kvadratkilometer. Närmaste större samhälle är Solţānābād, 19,5 km nordost om Qareh Qolī. Trakten runt Qareh Qolī är ofruktbar med lite eller ingen växtlighet.